# Nikos Nioplias
Nikolaos "Nikos Nioplias (gr. Νίκος Νιόπλιας, ur. 17 stycznia 1965 w Galatini) – piłkarz grecki grający na pozycji środkowego pomocnika.

## Kariera zawodnicza

### Kariera klubowa
Karierę piłkarską Nioplias rozpoczął w klubie GS Kozanis. W 1982 roku przeszedł do OFI Kreta i w sezonie 1982/1983 zadebiutował w jego barwach w pierwszej lidze greckiej. Piłkarzem Apollonu był do 1993 roku. W tym okresie wywalczył Puchar Grecji w 1987 roku, a także Puchar Bałkanów.
Latem 1993 roku Nioplias przeszedł do Panathinaikosu Ateny. W latach 1994–1995 dwukrotnie z rzędu zdobywał Puchar Grecji. W 1995 roku został też po raz pierwszy w karierze mistrzem Grecji, a w 1996 - po raz drugi. W 1996 roku dotarł z Panathinaikosem do półfinału Pucharu Mistrzów.
W 1996 roku po zakończeniu sezonu 1995/1996 Nioplias wrócił do OFI Kreta, w którym grał przez kolejnych 6 lat. W 2002 roku odszedł do Chalkidony, w którym grał do końca swojej kariery, czyli do 2004 roku.
| Sezon   | Klub             | Kraj   | Rozgrywki     | Mecze | Bramki |
| ------- | ---------------- | ------ | ------------- | ----- | ------ |
| 1982/83 | OFI Kreta        | Grecja | Alpha Ethniki | 2     | 0      |
| 1983/84 | OFI Kreta        | Grecja | Alpha Ethniki | 16    | 0      |
| 1984/85 | OFI Kreta        | Grecja | Alpha Ethniki | 30    | 1      |
| 1985/86 | OFI Kreta        | Grecja | Alpha Ethniki | 27    | 1      |
| 1986/87 | OFI Kreta        | Grecja | Alpha Ethniki | 28    | 2      |
| 1987/88 | OFI Kreta        | Grecja | Alpha Ethniki | 29    | 1      |
| 1988/89 | OFI Kreta        | Grecja | Alpha Ethniki | 27    | 4      |
| 1989/90 | OFI Kreta        | Grecja | Alpha Ethniki | 30    | 7      |
| 1990/91 | OFI Kreta        | Grecja | Alpha Ethniki | 6     | 1      |
| 1991/92 | OFI Kreta        | Grecja | Alpha Ethniki | 29    | 3      |
| 1992/93 | OFI Kreta        | Grecja | Alpha Ethniki | 33    | 11     |
| 1993/94 | Panathinaikos AO | Grecja | Alpha Ethniki | 29    | 3      |
| 1994/95 | Panathinaikos AO | Grecja | Alpha Ethniki | 30    | 0      |
| 1995/96 | Panathinaikos AO | Grecja | Alpha Ethniki | 14    | 1      |
| 1996/97 | OFI Kreta        | Grecja | Alpha Ethniki | 30    | 9      |
| 1997/98 | OFI Kreta        | Grecja | Alpha Ethniki | 28    | 9      |
| 1998/99 | OFI Kreta        | Grecja | Alpha Ethniki | 29    | 4      |
| 1999/00 | OFI Kreta        | Grecja | Alpha Ethniki | 28    | 6      |
| 2000/01 | OFI Kreta        | Grecja | Alpha Ethniki | 24    | 2      |
| 2001/02 | OFI Kreta        | Grecja | Alpha Ethniki | 20    | 0      |
| 2002/03 | Chalkidona       | Grecja | Alpha Ethniki | 25    | 4      |
| 2003/04 | Chalkidona       | Grecja | Alpha Ethniki | 19    | 0      |

### Kariera reprezentacyjna
W reprezentacji Grecji Nioplias zadebiutował 17 lutego 1988 roku w wygranym 3:2 towarzyskim spotkaniu z Irlandią Północną. W 1994 roku został powołany przez selekcjonera Alkietasa Panaguliasa do kadry na Mistrzostwa Świata w USA. Tam wystąpił we wszystkich trzech spotkaniach Grecji: przegranych po 0:4 z Argentyną i Bułgarią oraz 0:2 z Nigerią. Do 1995 roku rozegrał w kadrze narodowej 44 mecze i strzelił jednego gola.

## Kariera trenerska
Po zakończeniu kariery piłkarskiej Nioplias został trenerem. W 2005 roku został selekcjonerem reprezentacji Grecji U-19. Doprowadził ten zespół do awansu na Mistrzostwa Europy U-19 w Austrii, a na nich Grecy dotarli do finału, w którym przegrali 0:1 z Hiszpanią. Po tym sukcesie Nioplias objął reprezentację Grecji U-21. W latach 2009–2010 był trenerem Panathinaikosu. Na tym stanowisku zastąpił go tymczasowo Jacek Gmoch.